# Хино
Хино (јап. 日野市) град је у Јапану у префектури Токио. Према попису становништва из 2005. у граду је живело 176.538 становника.

## Становништво
Према подацима са пописа, у граду је 2005. године живело 176.538 становника.
| 1995.   | 2000.   | 2005.   |
| ------- | ------- | ------- |
| 166.537 | 167.942 | 176.538 |

## Партнерски градови
- Нојштат ан дер Ајш